# ويليام جون كوين
ويليام جون كوين (بالإنجليزية: William John Quinn)‏ هو شخصية أعمال أمريكي، ولد في 8 مايو 1911 في سانت بول في الولايات المتحدة، وتوفي في 24 أكتوبر 2015 في غلينفيو في الولايات المتحدة.